# Umetna pisava
Umetna pisava ali neografija je izraz za pisavo, ki je bila razvita posebej in ne naravno kot del nekega jezika in kulture. Po navadi se ve, kdo in iz kakšnih razlogov je pisavo razvil. 

## Razlogi za nastanek umetnih pisav

### Ponujena alternativa že obstoječim pisavam
- Bliss

### Pisave, uporabljene vknjigah,filmih, itd.
- Pisave, ki jih je razvil angleški pisatelj in jezikoslovec J.R.R. Tolkien
  - sarati
  - kirt (cirth)
  - tengvar (tengwar)
- Pisavi iz televizijske nanizanke Zvezdne steze
  - klingonščina
  - romulanščina
- Pisava iz televizijske nanizanke Babylon 5
  - minbarijščina

### Pisave in sistemi za lažje sporazumevanje
- Braillova pisava
- Morsejeva abeceda
- Pomorske signalne zastave
- Semafor

### Pisave ustvarjene za zabavo
- Strani z objavljenimi umetnimi pisavami:
  - Your con-scripts @ Omniglot Arhivirano 2007-10-11 na Wayback Machine.
  - ConScript Unicode Registry, Version 3.2